# Chen Ling (Bogenschützin)
Chen Ling (chinesisch 陈玲, Pinyin Chén Líng; * 16. Juni 1987 in Zhenjiang, Provinz Jiangsu) ist eine chinesische Bogenschützin. Sie gehörte zum chinesischen Kader für die Olympischen Sommerspiele 2008 in Peking und gewann die Silbermedaille im Mannschaftswettbewerb.

## Karriere
Chen Ling nahm an der Weltmeisterschaft 2007 in Leipzig teil. Mit der Mannschaft konnte sie dort den siebten Platz erreichen, im Einzel Platz 29. Im selben Jahr gewann Cheng Ling mit der Mannschaft den Weltcup-Wettbewerb in Varese und wurde dritte mit der Mannschaft beim Weltcup in Antalya.
Sie ist Mitglied der chinesischen Mannschaft bei den Olympischen Sommerspielen 2008 in Peking. Sie tritt mit der Mannschaft und im Einzel an. Die Platzierungsrunde im Einzel überstand Chen Ling als Fünfzehnte. Sie traf in der Runde der letzten 32 auf die Griechin Evangelia Psarra und siegte mit 110:101. In der nächsten Runde bezwang sie mit 106:105 die Weißrussin Katsiaryna Muliuk. Daraufhin traf Chen auf die Südkoreanerin Yun Ok-hee, der sie mit 103:113 unterlag. Die Südkoreanerin gewann später die Bronzemedaille. Mit der Mannschaft gewann Chen Ling Silber, nachdem sie mit ihren Mannschaftskolleginnen im Finale gegen Südkorea mit 215 zu 224 unterlag.